# Sarcocheilichthys sinensis
Sarcocheilichthys sinensis är en fiskart som beskrevs av Bleeker, 1871. Sarcocheilichthys sinensis ingår i släktet Sarcocheilichthys och familjen karpfiskar. IUCN kategoriserar arten globalt som livskraftig.

## Underarter
Arten delas in i följande underarter:
- S. s. sinensis
- S. s. fukiensis